# Лопес Фернандес, Луис
Лу́ис Ауре́лио Ло́пес Ферна́ндес (исп. Luis Aurelio López Fernández; 13 сентября 1993, Сан-Педро-Сула, Гондурас), также известный как Бу́ба Ло́пес (исп. Buba López) — гондурасский футболист, вратарь клуба «Реал Эспанья» и сборной Гондураса.

## Клубная карьера
Лопес начал свою карьеру в молодёжной команде клуба «Хуниор Платенсе». Весной 2012 года он покинул клуб и прошёл просмотр в клубе «Реал Эспанья». Летом 2012 года стал игроком клуба, подписав контракт. После перехода он был отправлен в молодёжную команду, в которой стал игроком основного состава. Весной 2013 года с приходом в клуб нового тренера Лопес был приглашён в основную в команду. 1 сентября 2013 состоялся дебют Лопеса в Апертуре за команду в матче против «Марафона». В ходе сезона Луис выиграл со своей командой Апертуру 2013 и был награждён как «Лучший вратарь Апертуры» с коэффициентом надёжности 0,7.
24 января 2018 года Лопес подписал контракт с клубом MLS «Лос-Анджелес». 13 июля ФК «Лос-Анджелес» объявил, что оставшуюся часть сезона 2018 Лопес проведёт в аренде в клубе USL «Ориндж Каунти». Дебютировал за «Ориндж Каунти» он 14 июля в матче против «Сан-Антонио». После трёх матчей, в которых дважды сыграл на ноль и совершил 11 сэйвов, он был отозван из аренды. Его дебют за ФК «Лос-Анджелес» состоялся 11 августа 2018 года в матче против «Спортинга Канзас-Сити».

## Карьера в сборной
В марте 2013 года Лопес участвовал на Центральноамериканских играх 2013 в Сан-Хосе в Коста-Рике. Там он выступал за сборную Гондураса до 20 лет и выиграл с ними финал против Коста-Рики (2:1), завоевав трофей в футбольном сегменте турнира.
26 февраля 2014 года, он впервые, в рамках подготовки сборной Гондураса к чемпионату мира по футболу 2014 в Бразилии, попал в заявку на товарищеский матч против сборной Венесуэлы, но так и не вышел на поле.
5 мая 2014 года Луис Лопес был включён тренером национальной сборной Луисом Фернандо Суаресом в окончательную заявку сборной Гондураса по футболу на чемпионат мира 2014 года.
Лопес был включён в состав сборной Гондураса на Золотой кубок КОНКАКАФ 2019.
Был включён в состав сборной на Золотой кубок КОНКАКАФ 2021.
Был включён в состав сборной на Золотой кубок КОНКАКАФ 2023.

## Достижения

### Командные
- Победитель Апертуры Чемпионата Гондураса: 2013
- Обладатель золотой медали на Центральноамериканских играх: 2013

### Индивидуальные
- Лучший вратарь Апертуры Гондураса: 2013
- Новичок года Апертуры: 2013